# Petroselinum
Genre
Petroselinum est un genre de plantes à fleurs de la famille des Apiacées. Il comprend, entre autres, les deux espèces suivantes :
- Petroselinum crispum ou persil (avec les variétés persil plat, persil frisé et persil tubéreux)
- Petroselinum segetum ou persil des moissons.